# Francine Gomez
Pour les articles homonymes, voir Gomez.
Francine Gomez, née le 12 octobre 1932 à Boulogne-Billancourt, est une dirigeante d'entreprise et femme politique française.

## Biographie
Francine Gomez naît Le Foyer le 12 octobre 1932 à Boulogne-Billancourt.

### Carrière professionnelle
Elle commence par diriger Waterman, étant la petite-fille de Jules Fagard, fondateur de la branche française (JIF-Waterman). Elle cédera toutes ses parts dans l'entreprise en 1986.
En 1988, elle quitte la direction de Waterman.

### Carrière politique
En 1984, elle est à la tête d'une liste de socioprofessionnels et fédéraliste lors des élections européennes. En 1986, elle est élue au conseil régional du Languedoc-Roussillon
sous les couleurs du Rassemblement pour la République, qu'elle quitte en 1990 alors que la majorité de Jacques Blanc comprend des membres du Front national. Pour Le Monde, cette décision s'explique également par des tensions avec son collègue Étienne Mourrut.
En 1991, toujours sur fond de désaccords avec Mourrut, elle est condamnée à 150 000 francs d'amende pour construction irrégulière d'un hôtel de luxe, la Datcha des sables, sur la pointe de l'Espiguette au Grau-du-Roi.
En 1992, elle fait campagne aux côtés de Charles Pasqua pour le « non » au référendum sur le traité de Maastricht.
En 2004, elle est à nouveau candidate (pour La France d'en bas) aux élections européennes, dans la circonscription Sud-Ouest.

### Vie privée
Divorcée de Bernard Kaplan, puis d'Alain Gomez, elle s'est remariée avec Jean-Pierre Dubournais.

## Ouvrage
- On ne badine pas avec la politique, Paris, Jean-Claude Lattès, 1985 (BNF 37591425).